# Elizabeth Inchbald
Elizabeth Simpson (Stanningfield, 15 oktober 1753 – Londen, 1 augustus 1821) was een Engelse toneelspeelster, dramaturge, theatercriticus en romanschrijver. Zij was gehuwd met de toneelspeler Joseph Inchbald ( -1779).

## Levensloop
Simpson was een dochter van een landbouwer in het graafschap Suffolk, Engeland. Aan de leeftijd van acht jaar stierf haar vader en zij volgde sindsdien geen onderwijs meer. Negentien jaar oud trok zij plots weg naar Londen om toneelspeelster te worden (1772). Zij huwde met Joseph Inchbald, een toneelspeler en portretschilder; beiden waren rooms-katholiek. Het echtpaar trad samen op in talrijke toneelstukken. Onder meer speelde zij de rol van Lady Anne in Richard III, Fanny in The Clandestine Marriage, Juliet in Romeo and Juliet alsook Aspasia in Tamerlane van Nicholas Rowe. Ondanks haar schoonheid en acteerkunst kenden haar optredens maar een matig succes, en dit omwille van haar slechte uitspraak en de moeilijkheid met het instuderen van teksten. Zij bleef verder acteren na de dood van haar man in 1779. In 1789 gaf zij haar leven op de bühne op.
Simpson wijdde zich voortaan aan het schrijven, en voornamelijk het schrijven van toneelstukken. Haar pseudoniem was Mistress Inchbald.
Alles samen was Simpson de auteur en vertaalster van negentien toneelstukken waarvan er verschillende succesvolle optredens kenden. De vertalingen die ze deed waren komedies. Daarnaast schreef zij biografieën met toneelkritieken. Haar romans getiteld A Simple Story (1791) en Nature and Art (1796) werden in de 19e eeuw meermaals herdrukt en breed verspreid. In haar beide romans kwam haar theaterervaring van pas, zoals het aanbrengen van personages en ensceneringen. Kritiek op haar werk behandelt hoe ze plooide voor de sociale conventies van de Londense samenleving.
Haar autobiografie waarvoor ze duizend pond aangeboden kreeg, vernietigde ze op vraag van de Roomse apostolisch vicaris van Londen en biechtvader William Poynter (1762-1827). Ze overleed in Kensington House in Londen (1821).
Postuum verschenen haar memoires op basis van het dagboek dat ze achterliet (1833).